# Centro Suíço de Oncologia

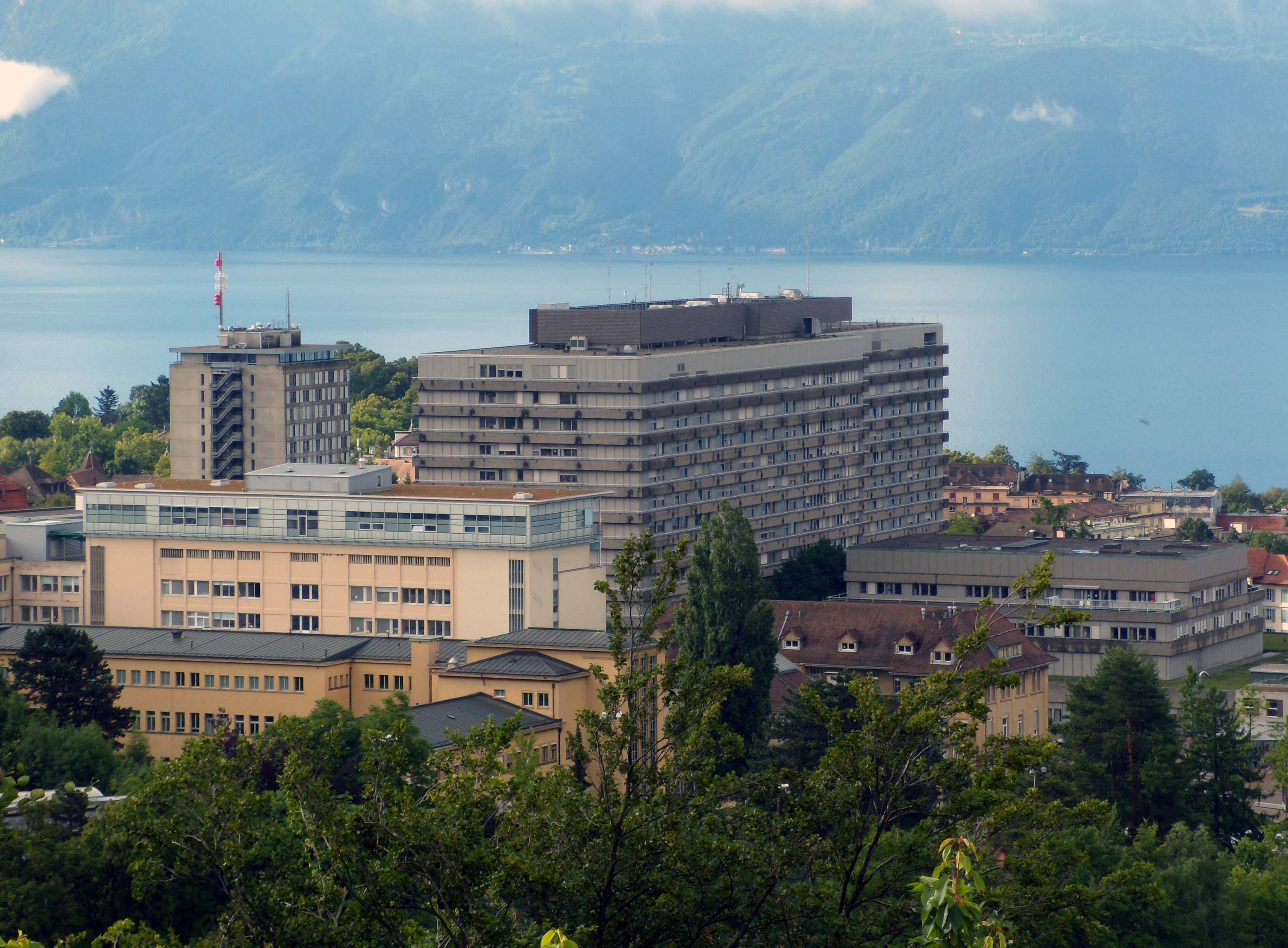
O Centro Suíço de Oncologia será localizado no oeste do campus do Hospital Universitário de Lausanne (CHUV).

O Centro Suíço de Oncologia (em francês: Centro suisse du cancer) de Lausanne é um instituto reunindo grupos de pesquisa em oncologia do Hospital Universitário de Lausanne (CHUV), a Universidade de Lausanne (UNIL) e a École polytechnique fédérale de Lausanne (EPFL), com o apoio da ISREC Fundação.
A partir de 2016, cerca de 400 pesquisadores serão agrupados em um prédio novo (chamado Agora  Centro Oncologico), no campus do Hospital Universitário de Lausanne (CHUV). Prof. George Coukos (também diretor do Departamento de Oncologia do CHUV e de Ludwig de Pesquisa do Câncer da Universidade de Lausanne) vai ser o diretor do centro e o Prof. Douglas Hanahan (também diretor do Instituto Suíço para fins Experimentais de Pesquisa de Câncer da EPFL) será o vice-diretor.